# Ocyptamus pyxia
Ocyptamus pyxia är en tvåvingeart som först beskrevs av Hull 1943.  Ocyptamus pyxia ingår i släktet Ocyptamus och familjen blomflugor. Inga underarter finns listade i Catalogue of Life.